# Баяндуров, Борис Иванович
Борис Иванович Баяндуров (7 (20) октября 1900, Тифлис — 20 августа 1948, Томск) — советский физиолог, профессор Томского университета. Лауреат Сталинской премии II степени (1946).

## Биография

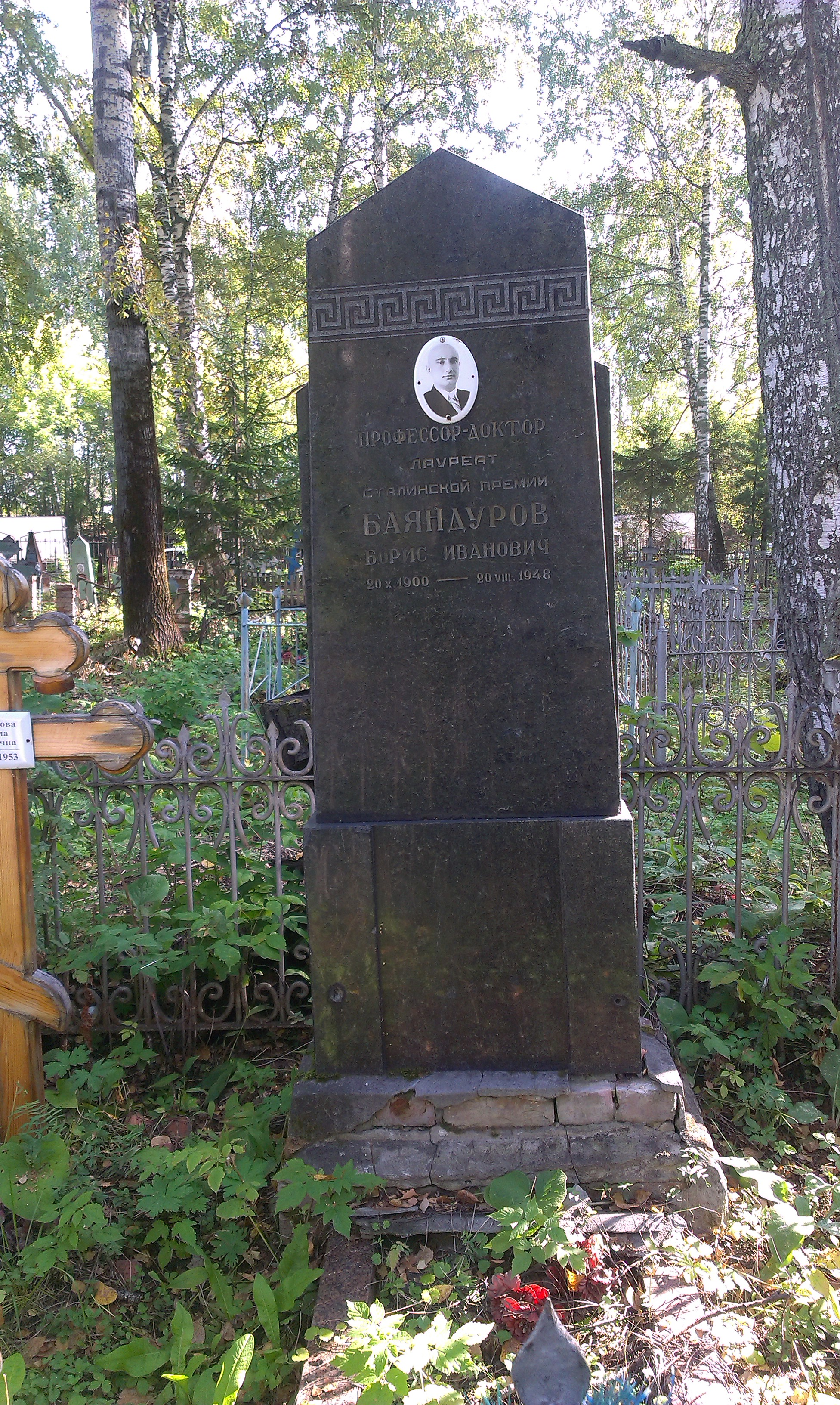
Могила Б. Баяндурова

Из семьи рабочих. Окончил 4-классное училище и гимназию в Ленкорани (с золотой медалью).
Участник Гражданской войны. С 1920 года жил в Баку. Несколько месяцев работал секретарем ЦК Кавказского краевого комитета РКСМ.
В 1921—1925 годах учился на физико-математическом и медицинском факультетах Бакинского (Азербайджанского) университета. Одновременно работал препаратором и лаборантом на кафедре физиологии.
Окончив университет, в 1925 году переехал сначала в Москву, потом в Томск. Работал на кафедре физиологии Томского государственного университета: младший ассистент, прозектор, доцент.
С 1930 года — исполняющий обязанности профессора, профессор (1931), заведующий кафедрой физиологии ТГУ.
Одновременно с конца 1930 года — заведующий кафедрой нормальной физиологии Томского медицинского института (ТМИ), которая некоторое время размещалась в здании ТГУ. В 1936—1937 годах декан общемедицинского факультета ТМИ. В 1938—1940 годах зам. директора ТМИ по научно-учебной части. В 1937—1938 годах заведующий кафедрой физиологии Новосибирского медицинского института, в 1937—1942 годах — профессор Томского стоматологического института. В 1939—1948 годах работал на кафедре анатомии и физиологии человека Томского педагогического института.
Область научных исследований — физиология центральной нервной системы.
Монографии:
- Условные рефлексы у птиц (1937).
- Гипноз. Томск, 1941;
- Трофическая функция головного мозга (М., 1949).

В 1946 году за научные исследования о влиянии головного мозга на обмен веществ был удостоен Сталинской премии II степени.
Похоронен на Южном кладбище в Томске.

## Семья
Жена — Мария Александровна Молодцова (1901—1978) — заведующая курсом стоматологии ТМИ, заслуженный врач РСФСР (1962). Дети: Иван (1921—1972) и Александр (1926—1985).

## Награды
- Орден Трудового Красного Знамени;
- Медаль «За доблестный труд в Великой Отечественной войне 1941—1945 гг.» (1946);
- Медаль «За победу над Германией в Великой Отечественной войне 1941—1945 гг.» (1946);
- Значок «Отличнику здравоохранения».